# Let's Heat Up!
「Let’s Heat Up!」（レッツ・ヒート・アップ!）は、日本の女性歌手グループ、SPEEDの19枚目のシングル。

## 解説
- DVD付とCDのみの2形態で発売。
- ジャケットはレスリー・キーが初めて担当した。
- 前々作『ヒマワリ -Growing Sunflower-』以来の伊秩弘将プロデュースの作品である。
- タイトル曲は自身出演のイオントップバリュ「HEATFACT」レディス篇のCMキャンペーンソングである。CM曲を担当するのは16thシングル『S.P.D.』以来シングルでは9度目（カップリング・アルバム曲も含めると16度目）で、約1年半ぶりである（CM出演は約7年ぶり）。また、日本テレビ系音楽バラエティ番組「ハッピーMusic」の11月度POWER PLAYにもなった。
- 島袋が出演するミュージカル『モーツァルト!』と発売時期が重なったため、この作品のプロモーション活動（主にラジオ）は島袋を除くメンバー3人が番組ごとに組み合わせを変えた2人での出演がほとんどだった。

## 収録曲

### CD
1. Let’s Heat Up! （4:03）
（作詞・作曲：伊秩弘将／編曲：塩川満己）
  - イオントップバリュ「HEATFACT」レディス篇のCMキャンペーンソング。
  - 「ハッピーMusic」11月度POWER PLAY。
  - CMのために伊秩が書き下ろしした楽曲で、メンバーはこの楽曲を「とてもSPEEDらしい冬のパーティーチューンだ」と述べている[1]。
2. カルア・ミルク（5:00）
（作詞･作曲：伊秩弘将／編曲：Ricky）
  - 2010年11月4日放送のNACK5「NACK AFTER5」で初解禁された。
3. Let’s Heat Up!（Instrumental）（4:03）
4. カルア・ミルク（Instrumental）（4:57）

### DVD
1. Let’s Heat Up!（music clip）
2. SPEEDWAY SP2 -music clip offshot-

## 参加ミュージシャン
Let’s Heat Up!
- 塩川満己：プログラミング

カルア・ミルク
- Ricky：プログラミング

## プロモーション活動

### テレビ出演
- MUSIC LTD.（2010年11月12日放送、WOWOW）
- MUSIC JAPAN（2010年11月21日放送、NHK）
- ミュージックフェア（2010年11月27日放送、フジテレビ）

※音楽番組のみ

### ラジオ出演
- NACK AFTER5（2010年11月4日放送、NACK5）
  - 今井と上原が出演。カップリング曲「カルア・ミルク」が初解禁された。
- MBSうたぐみ Smile×Songs（2010年11月8日放送、MBSラジオ）
  - 4人によるコメント出演。
- PEACE!（2010年11月9日放送、FM OSAKA）
  - 4人によるコメント出演。
- RADIO SURPRISE!!（2010年11月9日放送、BayFM）
  - 今井と新垣が出演。
- Blue Ocean（2010年11月10日放送、TOKYO FM）
  - 今井と上原が出演。
- ONCE（2010年11月10日放送、JFN）
  - 今井と上原が出演。
- NEVERMIND!!（2010年11月11日放送、FM-FUJI）
  - 今井と新垣が出演。
- DHC COUNTDOWN jp（2010年11月13日放送、TOKYO FM）
  - 今井と上原が出演。
- グッチ裕三 日曜うまいぞぉ!（2010年11月14日放送、文化放送）
  - 上原と新垣が出演。
- tre-sen（2010年11月18日放送、FM Yokohama 84.7）
  - 今井と新垣が出演。
- 長澤まさみSweet Hertz（2010年11月21日･11月28日放送、ニッポン放送）
  - 今井と新垣が出演。

## カタログ
- CD+DVD：AVCD-16217/B ￥1,800
- CDのみ：AVCD-16218 ￥1,050